# Koraktor
Der Koraktor (aus dem Sorbischen, auch Kuraktor, Kurata, entsprechend Charakter, „eingeprägtes Schriftzeichen“) ist ein Sammelname für Zauberbücher in sorbischen Volkssagen der Oberlausitz.
Textbelege finden sich unter anderem in Schulenburgs Wendisches Volksthum in Sage, Brauch und Sitte (1882): »Einmal kam er bei einem Hause vorbei, Licht war in der Stube und die Thüre stand ein wenig auf. Durch die Spalte sah er eine Frau mit einem großen Buche, das war schwarz und die Buchstaben weiß. Es war der Koraktor.«
Otfried Preußler übernahm die Bezeichnung für das Zauberbuch in seinem an die sorbische Krabat-Sage angelehnten Roman Krabat, erschienen 1971, der Anfang des 18. Jahrhunderts in der Oberlausitz spielt. Dort lehrt der Meister die Schüler jeden Freitagabend einen dunklen Zauber aus dem Koraktor. Die lautliche Ähnlichkeit zu dem lateinischen Wort coāctor ("Zwinger") veranlasste Preußler dazu, dem Koraktor den Namen „Höllenzwang“ beizulegen, wodurch er eine Verbindung zur Zauberkunst von Doktor Faustus herstellte, dessen Zauberbuch diesen Namen trägt. Außerdem ist es möglich, Koraktor als griechisches Wort zu deuten, das etwa "Rabenmacher" bedeutet (von agr. κόραξ kórax "Rabe"). Im Roman können sich die Schüler kraft einer Zauberformel aus dem Buche in Raben verwandeln.